# Tanjong (Pidie)
Tanjong is een bestuurslaag in het regentschap Pidie van de provincie Atjeh, Indonesië. Tanjong telt 570 inwoners (volkstelling 2010).